# (1769) Carlostorres
(1769) Carlostorres est un astéroïde de la ceinture principale.

## Description
(1769) Carlostorres est un astéroïde de la ceinture principale. Il fut découvert le 25 août 1966 à Cordoba par Zenón M. Pereyra. Il présente une orbite caractérisée par un demi-grand axe de 2,18 UA, une excentricité de 0,14 et une inclinaison de 1,6° par rapport à l'écliptique.

## Compléments